# اچ‌دی ۱۵۶۶۶۸
اچ‌دی ۱۵۶۶۶۸ یک ستاره است که در صورت فلکی زانوزده قرار دارد.